# Kopparberg
Pour les articles homonymes, voir Kopparberg (homonymie).
Kopparberg est une localité suédoise de la commune de Ljusnarsberg dans le comté d'Örebro.
Le nom de Kopparberg est lié à la découverte d'un gisement de cuivre (suédois : koppar) dans la région en 1624. La mine, aujourd'hui fermée, était située dans la partie nord de Kopparberg. La résidence du directeur de la mine, située au centre-ville, est aujourd'hui un monument historique (byggnadsminne).
Au lieu-dit Bångbro, on trouvait jadis une aciérie, qui a fermé ses portes en 1987. La plupart des emplois se trouvent aujourd'hui dans le secteur public. Parmi les grandes entreprises du privé, on retiendra surtout la Brasserie de Kopparberg, qui compte pour plus de 100 emplois dans la région.
Tous les 29 septembre, le marché de Kopparberg est le point culminant de la vie locale. La rue principale et les rues avoisinantes sont transformées en marché de plein air et environ 100 000 visiteurs se pressent entre les stands.
Kopparberg est aussi connue comme étant le lieu où a été oblitéré le 13 juillet 1857 l'un des timbres les plus rares et les plus chers au monde, le tre skilling jaune. Ce timbre a été acheté dans les années 1990 par un acquéreur anonyme pour la somme de 2 875 000 francs suisses. La couleur jaune du timbre est liée à une erreur d'impression, il aurait en principe dû être vert.